# Tim Skarke
Tim Skarke (Heidenheim an der Brenz, Alemania, 7 de septiembre de 1996) es un futbolista alemán que juega de centrocampista en el F. C. Union Berlin de la Bundesliga.

## Trayectoria
Es un juvenil graduado en el 1. F. C. Hidenheim 1846. El 27 de septiembre de 2015 debutó en la 2. Bundesliga en un empate a uno contra el Karlsruher SC.
El 31 de mayo de 2019 se confirmó que se uniría al SV Darmstadt 98 para la siguiente temporada.

## Estadísticas

### Clubes
Actualizado al último partido disputado el 8 de noviembre de 2024.
| Club                                | Div.          | Temporada     | Liga  | Liga  | Copas nacionales | Copas nacionales | Copas internacionales | Copas internacionales | Total | Total |
| Club                                | Div.          | Temporada     | Part. | Goles | Part.            | Goles            | Part.                 | Goles                 | Part. | Goles |
| ----------------------------------- | ------------- | ------------- | ----- | ----- | ---------------- | ---------------- | --------------------- | --------------------- | ----- | ----- |
| 1. F. C. Heidenheim 1846 · Alemania | 2.ª           | 2015-16       | 11    | 1     | 3                | 0                | —                     | —                     | 14    | 1     |
| 1. F. C. Heidenheim 1846 · Alemania | 2.ª           | 2016-17       | 25    | 2     | 1                | 0                | —                     | —                     | 26    | 2     |
| 1. F. C. Heidenheim 1846 · Alemania | 2.ª           | 2017-18       | 13    | 1     | 2                | 0                | —                     | —                     | 15    | 1     |
| 1. F. C. Heidenheim 1846 · Alemania | 2.ª           | 2018-19       | 13    | 0     | 2                | 0                | —                     | —                     | 15    | 0     |
| 1. F. C. Heidenheim 1846 · Alemania | Total club    | Total club    | 62    | 4     | 8                | 0                | 0                     | 0                     | 70    | 4     |
| SV Darmstadt 98 · Alemania          | 2.ª           | 2019-20       | 27    | 2     | 2                | 1                | —                     | —                     | 29    | 3     |
| SV Darmstadt 98 · Alemania          | 2.ª           | 2020-21       | 30    | 5     | 3                | 0                | —                     | —                     | 33    | 5     |
| SV Darmstadt 98 · Alemania          | 2.ª           | 2021-22       | 19    | 5     | 0                | 0                | —                     | —                     | 19    | 5     |
| SV Darmstadt 98 · Alemania          | Total club    | Total club    | 76    | 12    | 5                | 1                | 0                     | 0                     | 81    | 13    |
| F. C. Union Berlin · Alemania       | 1.ª           | 2022-23       | 3     | 0     | 1                | 0                | 2                     | 0                     | 6     | 0     |
| F. C. Schalke 04 · Alemania         | 1.ª           | 2022-23       | 9     | 1     | 0                | 0                | —                     | —                     | 9     | 1     |
| F. C. Schalke 04 · Alemania         | Total club    | Total club    | 9     | 1     | 0                | 0                | 0                     | 0                     | 9     | 1     |
| SV Darmstadt 98 · Alemania          | 1.ª           | 2023-24       | 30    | 8     | 0                | 0                | —                     | —                     | 30    | 8     |
| SV Darmstadt 98 · Alemania          | Total club    | Total club    | 30    | 8     | 0                | 0                | 0                     | 0                     | 30    | 8     |
| F. C. Union Berlin · Alemania       | 1.ª           | 2024-25       | 10    | 0     | 2                | 0                | —                     | —                     | 12    | 0     |
| F. C. Union Berlin · Alemania       | Total club    | Total club    | 13    | 0     | 3                | 0                | 2                     | 0                     | 18    | 0     |
| Total carrera                       | Total carrera | Total carrera | 190   | 25    | 16               | 1                | 2                     | 0                     | 208   | 26    |